# Pyruvaatdehydrogenase
Pyruvaatdehydrogenase is het eerste enzym binnen het pyruvaatdehydrogenasecomplex (PDC). Het pyruvaatdehydrogenasecomplex is een samenstel van drie enzymen dat pyruvaat omzet in acetyl-CoA, een proces genaamd pyruvaatdecarboxylering. Acetyl-CoA wordt gebruikt in de citroenzuurcyclus tijdens celademhaling. Pyruvaatdehydrogenase katalyseert een belangrijke stap tussen de glycolyse en de citroenzuurcyclus. Het gen voor dit enzym ligt bij mensen op chromosoom 4.
Pyruvaatdehydrogenase katalyseert de eerste twee reacties van de PDC: de decarboxylering van pyruvaat en de gelijktijdige acetylering van liponzuur. Het liponzuur wordt daarbij covalent gebonden aan het tweede enzym binnen de PDC, genaamd dihydrolipoyltransacetylase. De reacties die door pyruvaatdehydrogenase wordt uitgevoerd, worden beschouwd als de snelheidsbepalende stap van de gehele PDC. Het actieve centrum van pyruvaatdehydrogenase is opgebouwd uit thiaminepyrofosfaat (TPP), dat de elektrofiele ketongroep van pyruvaat aanvalt. Na decarboxylering wordt het resulterende enol omgezet in een stabiele 1,3-dipolaire verbinding.